# Zastawie (hromada Zoria)
Zastawie (ukr. Застав'я, Zastawja) – wieś na Ukrainie, w obwodzie rówieńskim, w rejonie rówieńskim, w hromadzie Zoria, nad Stubełką. W 2001 roku liczyła 251 mieszkańców.